# G. Willow Wilson

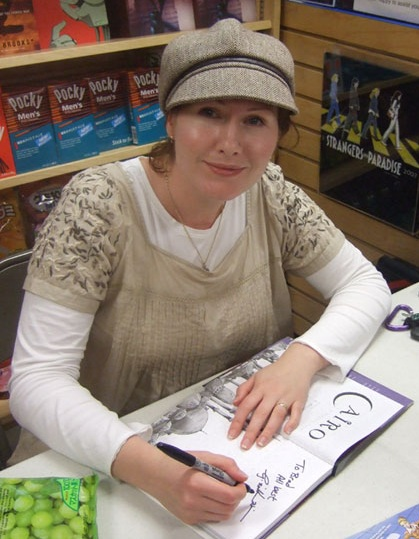
G. Willow Wilson (2009)

Gwendolyn Willow Wilson (* 31. August 1982 in New Jersey) ist eine US-amerikanische Autorin von Fantasy, Graphic Novels und Comics.

## Leben
Wilson studierte an der Boston University, wo sie zum Islam konvertierte, und lebte mehrere Jahre in Kairo. Sie veröffentlichte 2007 ihre erste Graphic Novel namens Cairo, in der die Schicksale von sechs Einwohnern Kairos durch eine magische Shisha verwoben werden. Der Durchbruch gelang ihr 2008 mit Air, in der die Geschichte einer Flugbegleiterin namens Blythe erzählt wird, die in die Pläne einer Terrororganisation verwickelt wird und übernatürlichen Geschehnissen auf die Spur kommt. Air wurde 2009 für den Eisner Award nominiert. 2011 verfasste sie das Buch The Butterfly Mosque, in dem sie ihre Konversion zum Islam beschreibt. 2012 veröffentlichte Wilson ihren Debüt-Fantasyroman Alif the Unseen, in dem ein arabischer Hacker in eine mythische Traumwelt gezogen wird, und mit dem sie auf Anhieb den World Fantasy Award gewann. Seit 2014 schreibt Wilson für Marvel Comics eine Neuinterpretation des Comics Ms. Marvel: Hauptfigur ist Kamala Khan, eine 16-jährige Amerikanerin pakistanischer Herkunft, die unverhofft zu Superkräften kommt und ihre neuen Talente, ihre fröhlich-geekige Lebenseinstellung und ihren muslimischen Glauben in Einklang bringen will. Für Ms. Marvel erhielt Wilson den Hugo Award sowie eine zweite Nominierung für den Eisner Award.
Wilson ist mit ihrem Ehemann Omar verheiratet und hat mit ihm zwei gemeinsame Töchter.

## Werke (Auswahl)
- Cairo (Graphic Novel, 2007)
- Air (Graphic Novel, 2008–10)
- The Butterfly Mosque (Sachbuch, 2011)
- Alif the Unseen (Fantasy, 2012), deutsch als Alif der Unsichtbare (2018, Fischer Tor) ISBN 978-3-596-29936-2
- Ms. Marvel (Comic, seit 2014)

## Auszeichnungen
- World Fantasy Award (2013) für Alif the Unseen als bester Roman
- Hugo Award (2015) in der Kategorie Best Graphic Story  für Ms. Marvel Volume 1: No Normal (mit Zeichnern Adrian Alphona und Jake Wyatt)
  - Nominierung für den Eisner Award (2009) für Air
  - Nominierung für den Eisner Award (2015) für Ms. Marvel